# Nassunia gentilis
Nassunia gentilis är en insektsart som beskrevs av Gustav Breddin. Nassunia gentilis ingår i släktet Nassunia och familjen hornstritar. Inga underarter finns listade i Catalogue of Life.